# The Ultimate Fighter: American Top Team vs. Blackzilians
The Ultimate Fighter: American Top Team vs. Blackzilians（ジ・アルティメット・ファイター：アメリカン・トップチーム・バーサス・ブラックジリアンズ、通称The Ultimate Fighter 21）は、アメリカ合衆国のリアリティ番組「The Ultimate Fighter」の第21シーズンとして2015年4月22日から7月12日にかけて放送されたテレビ番組である。
本シーズンは2つの総合格闘技ジム「アメリカン・トップチーム」と「ブラックジリアンズ」の対抗戦形式で行われ、両ジムから各8名のウェルター級選手が出場した。
2015年7月12日、番組のフィナーレとして、ネバダ州ラスベガスのMGMグランド・ガーデン・アリーナでUFCの大会である「The Ultimate Fighter: American Top Team vs. Blackzilians Finale」が開催された。

## シーズン概要
これまでのシーズンはラスベガスの合宿所とジムを使用して行われてきたが、本シーズンではフロリダ州フォートローダーデールの合宿所が使用され、試合とトレーニングはアメリカン・トップチームとブラックジリアンズそれぞれのジムで行われた。
また本シーズンはこれまでのトーナメント方式ではなく、ジム対抗戦を12戦行い、試合に勝利することで最初の4戦は25ポイント、次の4戦は50ポイント、最後の4戦は100ポイントが獲得でき、その最終合計ポイントで勝利チームを決める方式で行われた。
勝利チームのアメリカン・トップチームは獲得した優勝賞金20万ドル全額を負傷退役軍人団体へ寄付している。

## キャスト

### アメリカン・トップチーム
コーチ
ダン・ランバート、ヒカルド・リボーリオ、マーカス "コナン" シルベイラ、マイク・トーマス・ブラウン、ディン・トーマス、ブライアン・ハリス、スティーブ・ブルーノ、ロビー・ローラー
選手
マルセロ・アファイア、スティーブ・カール、ネイサン・コイ、マイケル・グレイヴス、ハイダー・ハッサン、サバウ・ホマシ、ウロス・ユリシッチ、スティーブ・モンゴメリー

### ブラックジリアンズ
コーチ
グレン・ロビンソン、ジョルジ・サンチアゴ、グレッグ・ジョーンズ、ラシャド・エヴァンス、タイロン・スポーン、アンドレ・ベンケイ、コーリー・ピーコック、ダグラス・カルマン、マイケル・ジョンソン
選手
バルディー・アラウージョ、カーリントン・バンクス、ルイス・ブスカペ、ジェイソン・ジャクソン、ビセンテ・ルケ、アンドリュース・ナカハラ、フェリペ・ポルテーラ、カマル・ウスマン

## ジム対抗戦
- 太字が試合の勝者

| ホームジム               | アウェイジム           | 結果 | ラウンド | ポイント |
| ------------------------ | ---------------------- | ---- | -------- | -------- |
| カマル・ウスマン         | マイケル・グレイヴス   | MD   | 2        | 25       |
| ルイス・ブスカペ         | ウロス・ユリシッチ     | UD   | 2        | 25       |
| バルディー・アラウージョ | スティーブ・カール     | SUB  | 2        | 25       |
| カーリントン・バンクス   | サバウ・ホマシ         | UD   | 3        | 25       |
| アンドリュース・ナカハラ | ハイダー・ハッサン     | TKO  | 1        | 50       |
| マルセロ・アファイア     | ジェイソン・ジャクソン | MD   | 2        | 50       |
| ビセンテ・ルケ           | ネイサン・コイ         | SUB  | 3        | 50       |
| フェリペ・ポルテーラ     | ハイダー・ハッサン     | MD   | 2        | 50       |
| カマル・ウスマン         | スティーブ・カール     | UD   | 2        | 100      |
| バルディー・アラウージョ | ネイサン・コイ         | UD   | 2        | 100      |
| マイケル・グレイヴス     | ジェイソン・ジャクソン | SUB  | 1        | 100      |
| ハイダー・ハッサン       | ビセンテ・ルケ         | SD   | 3        | 100      |

|        |  | アメリカン・トップチーム |
|        |  | ブラックジリアンズ       |
| UD     |  | ユナニマスデシジョン     |
| MD     |  | マジョリティーデシジョン |
| SD     |  | スプリットデシジョン     |
| SUB    |  | 一本勝ち                 |
| (T) KO |  | (T) KO勝ち               |

### 最終結果
| チーム                   | 合計ポイント | 勝利数 |
| ------------------------ | ------------ | ------ |
| アメリカン・トップチーム | 400          | 5      |
| ブラックジリアンズ       | 300          | 7      |